# Хромей, Виталий Михайлович
Виталий Михайлович Хромей (укр. Віталій Михайлович Хромей; род. 26 апреля 1966, Луганск) — советский, российский и украинский футболист, футбольный судья.
Воспитанник ворошиловградской «Зари», провёл за клуб шесть матчей в 1984 году в первой лиге. В 1985—1986 годах выступал за «Динамо» Краснодон в первенстве КФК. В дальнейшем играл во второй лиге СССР и России за клубы «Стахановец» Стаханов (1986), «Нефтяник» Ахтырка (1987—1989), «Шахтёр» Шахты (1989—1994). В сезоне 1994/95 провёл восемь матчей, забил один гол в чемпионате Украины за «Ниву» Тернополь.
Играл за юношескую сборную СССР.
В 1998—2005 годах — судья второй и первой лиги Украины, позже — инспектор второй лиги Украины и U-19. Затем — судья в любительских соревнованиях Воронежской области. Тренер в футбольной школе «Спарта» Воронеж.
Сын Ярослав (род. 1993) также воспитанник «Зари». На профессиональном уровне не выступал. С 2014 года — футбольный судья соревнований ЛФЛ и ПФЛ РФС.